# Andamansumphöna
Andamansumphöna (Rallina canningi) är en fågel i familjen rallar inom ordningen tran- och rallfåglar. Den förekommer endast i den indiska ögruppen Andamanerna i Bengaliska viken. Trots sitt begränsade utbredningsområde anses beståndet vara livskraftigt.

## Utseende och läte
Andamansumphönan liknar övriga arter i sitt släkte med rödbrun ovansida och svartvitbandad undersida, men är med en kroppslängd på 34 cm påtagligt större. Olikt dem saknar den även ljus strupe och bandning på vingtäckarna. Ben och näbb är rätt färgglatt äppelgröna. Lätet är ett kväkande "kroop", varningslätet ett vasst "chick".

## Utbredning och systematik
Fågeln förekommer enbart i den indiska ögruppen Andamanerna öster om Bengaliska viken. Den behandlas som monotypisk, det vill säga att den inte delas in i några underarter.

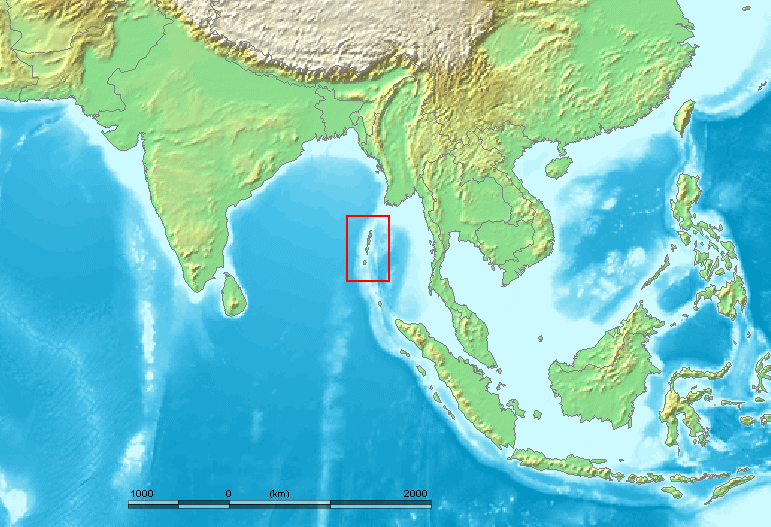
Fågeln är endemisk för Andamanöarna öster om Bengaliska viken.

## Status och hot
Arten har ett litet utbredningsområde och en liten världspopulation bestående av mellan 6 700 och 17 000 vuxna individer. Den tros också minska i antal, dock inte tillräckligt kraftigt för att den ska betraktas som hotad. Internationella naturvårdsunionen IUCN kategoriserar därför arten som livskraftig (LC).

## Levnadssätt
Andamansumphönan hittas i våtmarker och utmed strömmande vattendrag i eller intill fuktig skog. Där frekventerar den tät vegetation som rotting och Pandanus. Häckningen tros sammanfalla med regn, mellan juni och augusti. Födan består huvudsakligen av daggmaskar, mollusker och insekter som skalbaggar, gräshoppor och fjärilaslarver, men möjligen också småfisk.

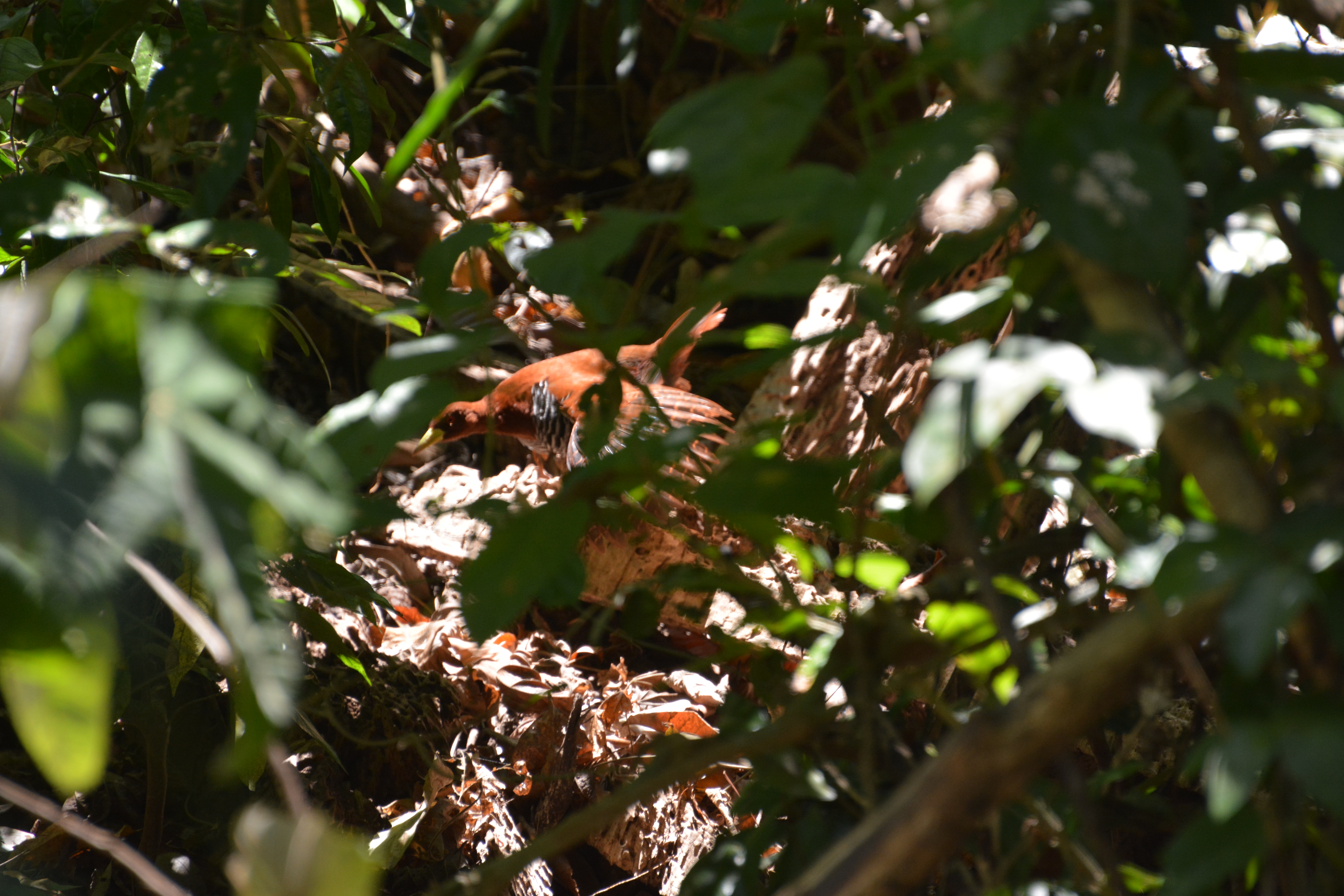

## Taxonomni och namn
Andamansumphönan beskrevs taxonomiskt av Blyth 1863. Fågelns vetenskapliga artnamn hedrar Charles John Canning Earl Canning (1812-1862), generalguvernör i Indien 1856-1862.